# Ovidiu Hoban
Ovidiu Ștefan Hoban (ur. 27 grudnia 1982 w Baia Mare) – rumuński piłkarz, który grał na pozycji defensywnego pomocnika oraz trener piłkarski.  W latach 2013-2017 reprezentant Rumunii. Uczestnik Mistrzostw Europy 2016.

## Kariera piłkarska
Swoją karierę piłkarską Hoban rozpoczął w 1992 roku w klubie FCM Baia Mare. W 1998 roku podjął treningi w juniorach Bihoru Oradea, a w 2002 roku wyjechał do Niemiec i przez dwa lata grał w amatorskim zespole FK Clausen. W 2004 roku wrócił do Rumunii i został piłkarzem Universitatei Krajowa, w której zadebiutował 18 września 2004 przegranym 1:3 meczu pierwszej ligi rumuńskiej z Naționalem Bukareszt. Wiosną 2005 grał w FC Oradea.
Latem 2005 roku Hoban przeszedł do klubu Gaz Metan Mediaș. W sezonie 2007/2008 wywalczył z nim wicemistrzostwo drugiej ligi i awans do pierwszej ligi. W Gaz Metan Mediaș grał do końca 2011 roku.
Na początku 2012 roku Hoban został zawodnikiem Universitatei Kluż. Swój debiut w niej zaliczył 3 marca 2012 w zremisowanym 1:1 wyjazdowym meczu z Rapidem Bukareszt. W Universitatei spędził pół roku.
Latem 2012 Hoban przeszedł z Universitatei do Petrolulu Ploeszti. Zadebiutował w nim 4 sierpnia 2012 w wygranym 2:1 domowym meczu z Oțelulem Gałacz. W sezonie 2012/2013 zdobył z Petrolulem Puchar Rumunii.
W 2015 roku Hoban został piłkarzem Hapoelu Beer Szewa. Swój debiut w nim zanotował 20 września 2015 w zwycięskim 3:1 wyjazdowym meczu z Hapoelem Petach Tikwa. W sezonie 2015/2016 wywalczył z Hapoelem mistrzostwo Izraela. W sezonie 2016/2017 obronił z Hapoelem tytuł mistrzowski.
Latem 2017 Hoban przeszedł do CFR 1907 Cluj. Swój debiut w nim zaliczył 17 lipca 2017 w zremisowanym 1:1 wyjazdowym meczu z FC Botoșani.
| Sezon   | Klub                  | Kraj    | Rozgrywki   | Mecze | Gole |
| ------- | --------------------- | ------- | ----------- | ----- | ---- |
| 2004/05 | Universitatea Krajowa | Rumunia | Liga I      | 1     | 0    |
| 2004/05 | FC Oradea             | Rumunia | Liga II     | 6     | 0    |
| 2005/06 | Gaz Metan Mediaș      | Rumunia | Liga II     | 22    | 1    |
| 2006/07 | Gaz Metan Mediaș      | Rumunia | Liga II     | 32    | 3    |
| 2007/08 | Gaz Metan Mediaș      | Rumunia | Liga II     | 29    | 3    |
| 2008/09 | Gaz Metan Mediaș      | Rumunia | Liga I      | 34    | 1    |
| 2009/10 | Gaz Metan Mediaș      | Rumunia | Liga I      | 32    | 3    |
| 2010/11 | Gaz Metan Mediaș      | Rumunia | Liga I      | 31    | 0    |
| 2011/12 | Gaz Metan Mediaș      | Rumunia | Liga I      | 15    | 2    |
| 2011/12 | Universitatea Kluż    | Rumunia | Liga I      | 14    | 0    |
| 2012/13 | Petrolul Ploeszti     | Rumunia | Liga I      | 24    | 3    |
| 2013/14 | Petrolul Ploeszti     | Rumunia | Liga I      | 29    | 1    |
| 2014/15 | Petrolul Ploeszti     | Rumunia | Liga I      | 4     | 0    |
| 2014/15 | Hapoel Beer Szewa     | Izrael  | Ligat ha’Al | 33    | 1    |
| 2015/16 | Hapoel Beer Szewa     | Izrael  | Ligat ha’Al | 34    | 4    |
| 2016/17 | Hapoel Beer Szewa     | Izrael  | Ligat ha’Al | 24    | 2    |
| 2017/18 | CFR 1907 Cluj         | Rumunia | Liga I      |       |      |

## Kariera reprezentacyjna
W reprezentacji Rumunii Hoban zadebiutował 4 czerwca 2013 roku w wygranym 4:0 towarzyskim meczu z Trynidadem i Tobago.

## Sukcesy

### Klub

#### Petrolul Ploeszti
- Puchar Rumunii: 2012/13

#### Hapoel Beer Szewa
- Mistrzostwo Izraela: 2015/16, 2016/17
- Superpuchar Izraela: 2016

#### CFR Cluj
- Mistrzostwo Rumunii: 2017/18, 2018/19, 2019/20, 2020/21, 2021/22
- Superpuchar Rumunii: 2018/19, 2020/21